# Flatbrauð

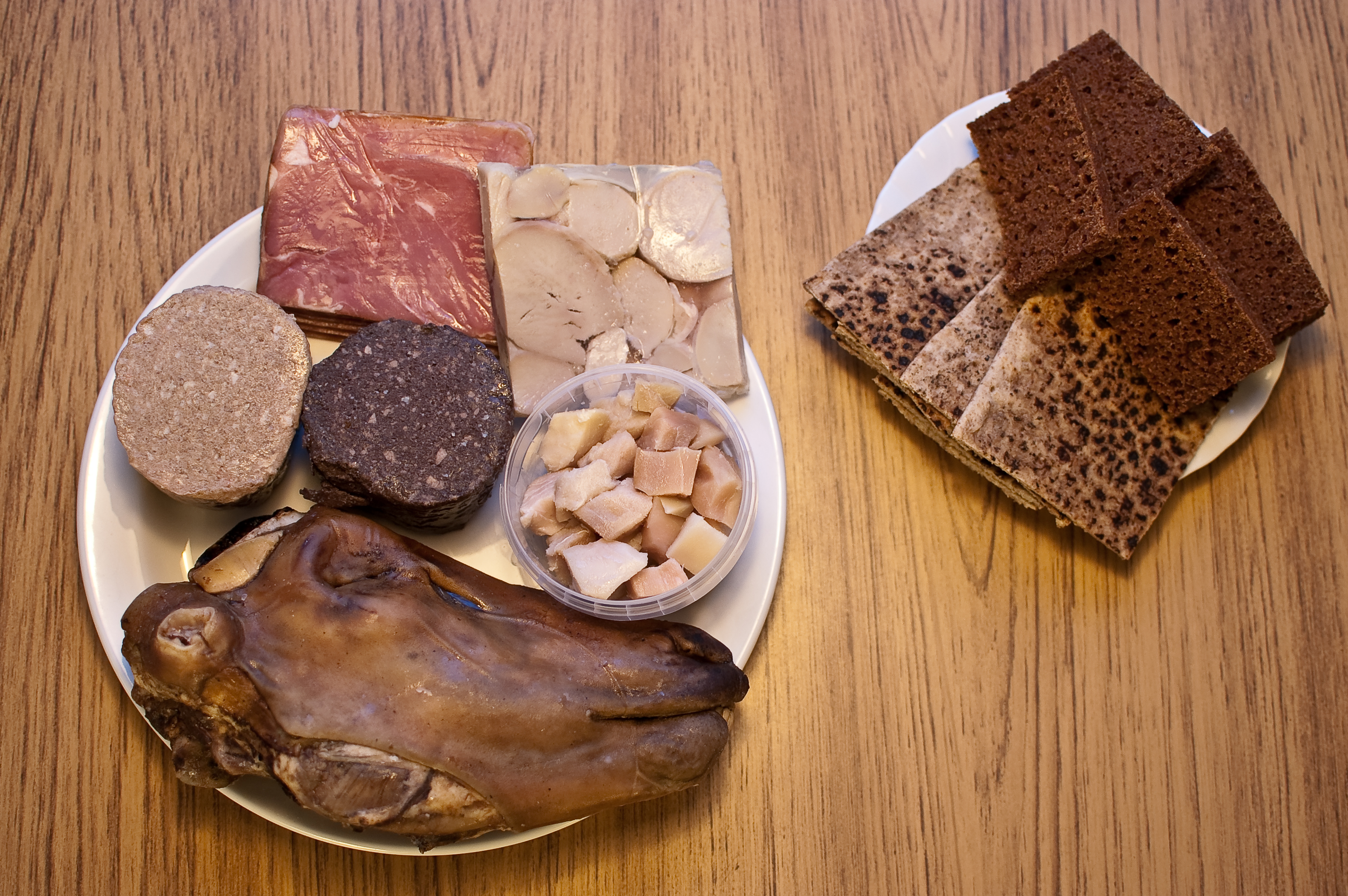
Traditionelle isländische Speisen – Flatbrauð unten auf dem rechten Teller

Flatbrauð ist ein traditionelles isländisches Brot. Es wird heute noch angeboten oder selbst gebacken. Der einfache Teig für dieses Fladenbrot wird nur aus Mehl, etwas Salz und Wasser zubereitet. Die fertigen Brote sehen etwa aus wie Pfannkuchen und werden zuhause zum Beispiel direkt auf einer Elektrokochplatte gebacken, was nicht ohne Rauchentwicklung vonstattengeht.
Flatbrauð mit Hangikjöt wird gerne als Imbiss gegessen.